# Катастрофа Fokker 100 под Алма-Атой
Катастрофа Fokker 100 под Алматы — авиационная катастрофа, произошедшая утром в пятницу 27 декабря 2019 года. Авиалайнер Fokker 100 авиакомпании Bek Air выполнял плановый внутренний рейс Z92100/BEK2100 по маршруту Алматы—Нур-Султан, но при взлёте потерял высоту, резко повернул вправо, пробил бетонное ограждение и врезался в незаконно построенный жилой дом в районе села Гульдала. Из находившихся на его борту 98 человек (93 пассажира и 5 членов экипажа) — на месте погибли командир судна и 13 пассажиров, ещё один пассажир скончался в больнице.

## Самолёт
Fokker 100 (регистрационный номер UP-F1007, серийный 11496) был выпущен в 1996 году (первый полёт совершил 9 апреля под тестовым б/н PH-JCP). Оснащён двумя двухконтурными турбореактивными двигателями Rolls-Royce Tay 650-15. 15 апреля того же года был передан авиакомпании Formosa Airlines, в которой получил бортовой номер B-12292; от неё 2 марта 2004 года перешёл в авиакомпанию Mandarin Airlines (б/н не изменился). 1 ноября 2009 года был куплен авиакомпанией Contact Air (борт D-AFKC), от неё с 1 сентября 2012 года по 13 июля 2013 года сдавался в лизинг авиакомпании OLT Express Germany.
13 июля 2013 года был куплен авиакомпанией Bek Air и получил бортовой номер UP-F1007. От неё сдавался в лизинг авиакомпаниям:
- Kam Air — с 28 сентября 2016 года по 1 марта 2017 года,
- Safi Airways — с 1 марта по 1 июня 2017 года,
- Air Djibouti — с 11 декабря 2018 года по 15 июля 2019 года.

На день катастрофы 23-летний авиалайнер налетал 52 771 час.

## Экипаж и пассажиры
Состав экипажа рейса Z92100 был таким:
- Командир воздушного судна (КВС) — 58-летний Марат Ганиевич Муратбаев. Очень опытный пилот, окончил Актюбинское ВЛУГА в 1982 году. Летал на ВС типа Як-40, Ту-154, Airbus A-310, Boeing 757 и Boeing 767. Налетал 20 141 час, 3956 из них — на Fokker-100(все в должности КВС).
- Второй пилот — 54-летний Миржан Гайнулович Мулдакулов. Очень опытный пилот, окончил Краснокутское летное училище ГА в 1987 году. Летал на ВС типа Ан-2 и L-410. Налетал 11 544 часа, 4144 из них — на Fokker-100.
- В салоне самолёта работали 3 бортпроводника
  - Маржан Валиулина,
  - М. А. Сахов,
  - Р. Д. Османов.

| Гражданство | Пассажиры | Экипаж | Всего |
| ----------- | --------- | ------ | ----- |
| Казахстан   | 89        | 5      | 94    |
| Кыргызстан  | 1         | 0      | 1     |
| Китай       | 1         | 0      | 1     |
| Украина     | 2         | 0      | 2     |
| Всего       | 93        | 5      | 98    |

## Хронология событий
Регистрация пассажиров на рейс 2100 началась в 05:35 и закончилась в 06:35, посадка закончилась в 07:03. На борту самолёта находились 5 членов экипажа и 93 пассажира, в том числе 8 детей; было загружено 603 килограмма багажа и 613 килограммов груза.
В 07:21 рейс Z92100 вылетел из Алматы, но уже через минуту (в 07:22) метка рейса исчезла с радаров, в 07:25 была объявлена тревога. В 07:43 поступил первый вызов на пульт 103.
Первыми на место катастрофы прибыли сотрудники аэропорта Алматы — служба поискового и аварийно-спасательного обеспечения, служба авиационной безопасности и медицинская служба. Начались мероприятия по эвакуации пассажиров. Раненых перевозили в медицинский пункт аэропорта, где им оказывалась экстренная медицинская помощь. На место падения рейса 2100 также прибыли 16 бригад скорой и неотложной помощи Алматинской области (5 из Талгарского района, 6 из Илийского района, 2 из села Боралдай, 3 из Енбекшиказахского района) и 35 бригад Алматы, которые доставляли раненых в клиники города и области. 
Из 98 человек на борту: на месте погибли командир судна и 13 пассажиров, ещё один пассажир скончался в больнице; пострадало 66 человек, из которых 6 находились в крайне тяжелом состоянии. Среди погибших оказался бывший вице-министр внутренних дел РК Рустем Кайдаров.
В связи с катастрофой международный аэропорт Алматы не ввёл никаких ограничений на полёты, все рейсы выполнялись в штатном режиме со второй взлётно-посадочной полосы.
Президент Казахстана Касым-Жомарт Токаев объявил день 28 декабря 2019 года днём общенационального траура.

## Расследование
27 декабря 2019 года президент Казахстана Касым-Жомарт Токаев провёл экстренное совещание в связи с крушением, и заслушал отчёты премьер-министра, генерального прокурора, министров внутренних дел и здравоохранения. По результатам совещания, было поручено оказать материальную и другую помощь семьям погибших, провести расследование катастрофы и проверить все авиакомпании.
Известно, что самолёт два раза задел хвостом ВПП уже после того, как были убраны шасси, и изменил курс резко вправо.
Оба бортовых самописца были найдены и отправлены на анализ через несколько часов после катастрофы.

### Расшифровка переговоров
Диспетчер (Д): Bek Air 2100, Алматы-Вышка. Рулите. <…>.
Bek Air 2100, исполнительный 05 правая [ВПП], взлёт по команде.
Пилот (П): Bek Air 2100, к взлёту готовы.
Д: Bek Air 2100, понял, ждите.
Д: Bek Air 2100, ветер 040 градусов, 05 правая, взлёт разрешаю.
П: 05 правая, 2100, всего хорошего, хорошего дня вам!.
Д: Доброго пути!.
Согласно данным расшифровки бортовых самописцев, представленным комиссией журналистам, во время взлёта ситуация развивалась следующим образом:
- 07:20:10 — начался взлёт.
- 07:20:45 — отрыв самолёта от ВПП и сваливание с развитием вначале левого, а затем правого и опять левого крена, касание ВПП основными стойками шасси и левым крылом.
- 07:20:53 — начал развиваться правый крен, на что КВС реагирует фразой: Что такое?.
- 07:20:54 — второй пилот ответил: Не знаю, что такое. Стабилизатор, тормозим. Далее ненормативная лексика. Одновременно с этой фразой второй пилот перевёл рычаги управления на малый газ.
- 07:20:57 — КВС реагирует на действия второго пилота фразой: Не нужно. Что ты делаешь?. Наиболее вероятно, что в этот момент КВС переместил рычаги управления двигателями во взлётный режим, сопровождая действия фразой: Поехали. Ушли, ушли.
- 07:21:04 — КВС даёт команду: Убирай шасси!. Происходит многократное касание самолёта ВПП хвостовой частью, задними стойками шасси и правым крылом.
- 07:21:15 — на высоте 5 метров началась уборка шасси, произошло приземление самолёта на фюзеляж с последующим движением по грунту за пределами ВПП.

### Причины катастрофы
Комиссия установила, что авиационное происшествие произошло в результате «несимметричной потери несущих свойств крыла самолёта на этапе выполнения взлёта», в качестве основной была выдвинута версия обледенения крыльев самолёта
Перед вылетом лайнер простоял около двух дней на стоянке. Командир экипажа принял решение об обработке противообледенительной жидкостью только стабилизатора, крылья самолета не обрабатывались. Обледенение могло нарушить работу закрылков и увеличить взлётный вес самолёта.
Во время взлета самолёт коснулся взлетно-посадочной полосы хвостом 6 раз, основными стойками шасси — 4 раза и крылом — 1 раз.
Из записи переговоров в кабине пилотов стало ясно, когда самолет при взлёте первый раз коснулся земли, второй пилот начал торможение, однако был остановлен командиром экипажа, который попытался выполнить взлёт. Но сразу после отрыва от земли самолет свалился в крен, пробил бетонное заграждение и врезался в недостроенный двухэтажный частный дом.
По сообщению вице-премьера Казахстана Романа Скляра среди рассматриваемых версий комиссия не нашла доказательств о нарушении правил коммерческой загрузки и центровки воздушного судна, отказа техники или того, что самолет мог попасть в спутный след. Оставшимися версиями являются воздействие внешних факторов и ошибка экипажа в технике пилотирования.

## Суд
За постройку дома в зоне, где никаких зданий не должно было быть:
- бывший глава отдела земельных отношений Талгарского района Рустам Турысбеков получил 4 года лишения свободы
- бывший начальник отдела земельных отношений Талгарского района Кайрат Алтынбекулы получил 3 года лишения свободы
- риэлтор Нурайым Алданиш получила 2 года лишения свободы.